# うたっち
『うたっち』は、コナミデジタルエンタテインメントより2010年2月25日に発売されたニンテンドーDS用ゲームソフト。同社の音楽ゲーム「BEMANIシリーズ」のひとつであり、初のDS向け作品となる。パッケージには『pop'n music』のタイトルロゴも併記されており、同シリーズの派生作品となっている。
DSを縦に持ち替え、タッチスクリーンを使用してプレイするスタイルを採用している。収録曲はライセンス楽曲（全てカバーバージョン）と『pop'n music』シリーズからのコナミオリジナル楽曲を中心とする他、本作オリジナル曲や他機種からの移植曲も収録されている。全40曲。
2010年11月25日には廉価版「ベストセレクション 冬割」として再発売された。

## 基本ルール
ルールは基本的に『beatmania』や『pop'n music』と同様で、画面上部から落下するたっちぃと呼ばれるアイコンが判定バー上のたっちぃのシルエットに重なった時に、タイミングよくタッチスクリーンをタッチするとそれに応じた音色が鳴り、グルーヴゲージが上昇する。逆に、タッチできなかったり、タイミングを外したりするとゲージが減少する。
ソフトとDS本体を人数分持ち寄ることで、最大4台までの同時対戦・協力プレイを行えるようになる。純粋にスコアを競う「ガチバトル」、オジャマ攻撃でライバルを妨害できる「オジャマバトル」、全員で協力して同じ曲をシンクロ演奏する「ユニゾン」、楽器ごとのパートに分かれて1人用プレイとは異なる譜面を演奏できる「セッション」がプレイ可能。ソフト1本のみでのダウンロードプレイも行えるが、その場合は使用できるキャラクターや楽曲が制限される。

### タッチ方法
本作では4種類のタッチ操作によりゲームをプレイする。操作は『beatmania』シリーズと同じような感覚で、ライン上のたっちぃのアイコンを落ちてくる様々な種類のたっちぃをタイミング良くタッチすることでプレイしていく。通常、たっちぃは歌詞に合わせて降り、中にはそれぞれ歌詞の文字が書かれている。
たっちぃ
普通に画面をタッチする。
はねっちぃ
はじくようにタッチする。
のびっちぃ
長さの分タッチして、タイミング良く離す。
こすっちぃ
長さの分だけこするようにタッチ。

## 登場キャラクター
本作に登場するキャラクターは、メインキャラクターの「K-SUKE」と「なっつん」を除き、過去の『pop'n music』シリーズからのキャラクターが登場している。なお『pop'n music』とは異なり画面にキャラクターは1体しか表示されず、キャンペーンモードでは自動的に各楽曲ごとに設定された担当キャラクターとなるが、一部『pop'n music』シリーズとは担当している楽曲が異なるキャラクターも存在する。アニメは基本的に過去シリーズの流用だが、ミミとニャミのみ本作オリジナルの衣装となっている。全24キャラクター。
- K-SUKE、なっつん、Timer、White-Merry、B-Kun、KAJIKA、HAYATO、NAKAJI、SYO、flow flow、KANOKO、Kagome、NICKEY、ice、PIERRE&JILL、RIE♥chan、六、Charlotte、SPACE★MACO、Lotte*、LISA、risette、Nyami、Mimi

## テレビCMソング
- 『Dreamin'』 ステレオポニー - プレイ楽曲の1つとしても収録されている。